# Lothar Prehn
Lothar Prehn (* 6. Oktober 1946; † 6. April 2024) war ein deutscher Fußballspieler.

## Karriere
Prehn kam 1970 vom VfB Speldorf zu Bayer 05 Uerdingen. Mit Uerdingen erreichte er in der Saison 1974/75 in der Nordstaffel der 2. Bundesliga Platz zwei hinter Hannover 96. Durch den zweiten Platz hatte Prehn die Chance, mit Bayer in die Bundesliga aufzusteigen. Für den Aufstieg war das Durchsetzen in der Relegation gegen den zweiten der Südstaffel, FK Pirmasens, notwendig. Prehn spielte in beiden Spielen über die volle Dauer, das Hinspiel endete 4:4 unentschieden. Im Rückspiel im heimischen Grotenburg-Stadion setzte sich Bayer mit 6:0 durch. Ab der Saison 1975/76 spielte Bayer in der Bundesliga. Im Oberhaus des deutschen Fußballs kam Prehn auf 25 Einsätze, als Tabellenletzter stieg Bayer wieder in die zweite Liga ab. Prehn verließ Bayer und spielte später beim TuS Grevenbroich. Für Bayer kam er auf 147 Ligaeinsätze, davon 89 Spiele in der Regionalliga West, 33 Spiele in der 2. Bundesliga und 25 Spiele in der Bundesliga.